# Sergio Scariolo
Sergio Scariolo (* 1. April 1961 in Brescia, Lombardei) ist ein italienischer Basketballtrainer. Neben fünf nationalen Titelgewinnen als Vereinstrainer führte er die spanische Nationalmannschaft viermal zu Europameistertiteln und 2019 zum Gewinn der Weltmeisterschaft.

## Karriere
Nachdem Scariolo Co-Trainer bei Basket Brescia sowie Scavolini Pesaro gewesen war und auch für die italienische Militärauswahl verantwortlich gewesen war, wurde er 1989 Cheftrainer in Pesaro. Bereits in seiner ersten Saison gewann er die italienische Meisterschaft, auf europäischer Ebene erreichte Scariolo das Endspiel im Korać-Cup sowie im Folgejahr das Halbfinale im Landesmeisterpokal. Nachdem er zwei Jahre lang die Mannschaft von Aurora Desio geleitet hatte, übernahm er 1993 das Traineramt von Fortitudo Bologna. Er führte den Aufsteiger auf Anhieb in die Play-offs und wurde als Trainer des Jahres des Serie A ausgezeichnet. Scariolo blieb bis November 1996 bei Fortitudo und erreichte in seiner letzten vollständigen Saison dort das Finale der italienischen Meisterschaft.
Von 1997 bis 2008 war Scariolo in der spanischen Liga ACB als Trainer tätig. Dabei gewann er mit Tau Cerámica 1999 den spanischen Basketballpokal, 2000 erreichte er in der Liga ACB die Endspielserie um die spanische Meisterschaft. Bei Real Madrid war er von 1999 bis 2002 für die sportliche Leitung verantwortlich, in den beiden letzten Jahren war er zudem General Manager. Nach dem Gewinn der spanischen Meisterschaft 2000 wurde Scariolo auch in Spanien als Trainer des Jahres ausgezeichnet, im Jahr darauf scheiterte er hingegen mit Real im Finale.
Vom November 2003 bis 2008 war er Trainer bei Unicaja Málaga, wo Scariolo 2005 erneut den spanischen Pokal sowie 2006 die spanische Meisterschaft gewann. Ende 2008 übernahm er das Traineramt von BK Chimki und wenig später auch den seit Ende der Olympischen Spiele 2008 vakanten Posten als spanischer Nationaltrainer. Bei der Europameisterschaft 2009 gewann er mit Spanien den Titel. Scariolo blieb bis Ende 2010 bei Chimki und erreichte mit dem Verein 2009 das Endspiel im Eurocup. 2011 kehrte er erstmals seit 1997 wieder als Vereinstrainer nach Italien zurück und unterschrieb einen Vertrag bei Olimpia Milano. Im Sommer desselben Jahres führte Scariolo Spanien zur Titelverteidigung bei der Europameisterschaft 2011, nachdem die Weltmeisterschaft 2010 mit dem Ausscheiden im Viertelfinale noch eher enttäuschend verlaufen war. Nach dem Gewinn der Silbermedaille bei den Olympischen Spielen 2012 erklärte Scariolo seinen Rücktritt vom Amt des spanischen Nationaltrainers. 2015 übernahm er wieder die Leitung der spanischen Nationalmannschaft und gewann mit ihr 2015 wieder die EM und 2019 die Weltmeisterschaft.
Der kanadische NBA-Klub Toronto Raptors feuert nach der Saison 2017/18 seinen Langzeittrainer Dwane Casey und stellte daraufhin im Sommer seinen damaligen Assistenztrainer Nick Nurse als neuen Cheftrainer vor. Dieser nahm daraufhin Scariolo als Assistenztrainer in seinen Trainerstab auf. Als solcher war der Italiener am Gewinn des NBA-Meistertitel 2019 beteiligt. Als Nurse wegen einer COVID-19-Erkrankung im Februar 2021 ausfiel, betreute Scariolo die Mannschaft im Spiel gegen die Houston Rockets als hauptverantwortlicher Trainer und führte sie zu einem Sieg.
2021 wurde Scariolo Cheftrainer von Virtus Bologna, im Mai 2022 gewann er mit der Mannschaft den Eurocup. Im September 2022 gewann er mit der spanischen Nationalmannschaft zum vierten Mal die Europameisterschaft. Mitte September 2023 wurde er kurz vor dem Beginn des Spieljahres 2023/24 in Bologna entlassen. Das Verhältnis zwischen Scariolo und den Besitzern von Virtus Bologna war zuvor längere Zeit angespannt.
Im Sommer 2025 kehrte Scariolo als Cheftrainer zu Real Madrid zurück.

## Erfolge und Auszeichnungen als Trainer
- Italienischer Meister 1990 mit Scavolini Pesaro
- Spanischer Meister 2000 mit Real Madrid und 2006 mit CB Málaga
- Spanischer Pokalsieger 1999 mit Baskonia Vitoria und 2005 mit CB Málaga
- NBA-Meister 2019 mit den Toronto Raptors
- Europameister 2009, 2011, 2015, 2022 mit Spanien
- Zweiter der Olympischen Spiele 2012 mit Spanien
- Weltmeister 2019 mit Spanien

- Trainer des Jahres 1994 in Italien
- Trainer des Jahres 2000 in Spanien
- Eurocup-Sieger 2022